# Virgilio Malvezzi

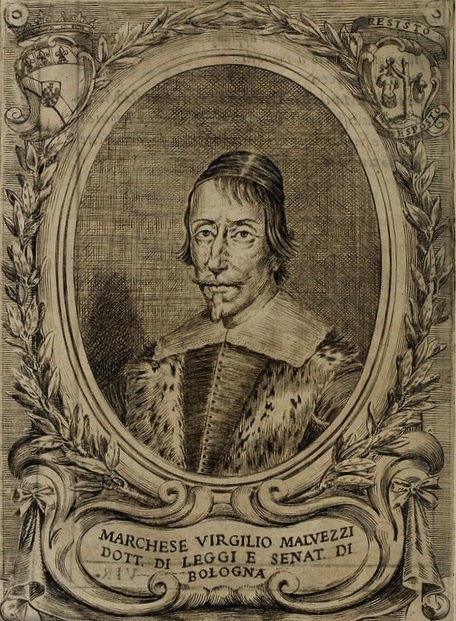
Virgilio Malvezzi

Virgilio Malvezzi (* 8. September 1595 in Bologna; † 11. August 1654 in Castel Guelfo di Bologna) war ein italienischer Historiker und Essayist, Soldat und Diplomat.

## Leben
Malvezzi studierte an der Universität Bologna und schloss das Studium am 2. Oktober 1613 als Doktor beider Rechte ab. Von 1614 bis 1622 hielt er sich in Siena auf, wo sein Vater von Cosimo II. zum Gouverneur ernannt worden war.
Malvezzi wurde Hofhistoriker Philipps IV. Von Spanien. Gaspar de Guzmán, Conde de Olivares rief ihn nach Madrid, wo er 1636 ankam, um offizieller Chronist Philipps IV. zu werden. 1640 war er einer der Botschafter, die Philip nach England sandte, um die Ehe von Mary Stuart mit William II. von Oranien abzuwenden. Ab 1643 wurde er Berater des österreichischen Kardinal-Infanten Ferdinand.
Malvezzi war Mitglied der Accademia dei Gelati in Bologna.
Malvezzi war im 17. Jahrhundert eine europische Berühmtheit. Seine Werke zur römischen Geschichte wie Il Romulo vom Jahre 1629 oder Il Tarquinio Superbo vom Jahre 1632 oder zur biblischen Geschichte wie Davide perseguitato vom Jahre 1634 brachten es – noch ganz abgesehen von Sammelausgaben – im 17. Jahrhundert auf über oder an die zwanzig Auflagen und wurden noch dazu – und das oft mehrfach – ins Spanische, Englische, Französische, Deutsche, Holländische und Lateinische übersetzt.
Auch Malvezzis erstes Werk zur zeitgessischen spanischen Geschichte: Il Ritratto del Privato politico christiano – gemeint ist Olivares – vom Jahre 1635 war nicht minder erfolgreich. Von der Bedeutung Malvezzis zeugen nicht nur der Erfolg, den er auf dem zeitge nüssischen Buchmarkt errang, sondern auch die Hochachtung, besser: das überschwengliche Lob, das ihm Quevedo und Gracián gezollt haben.
Quevedo übersetzt 1632 Il Romulo ins Spanische, und in der Dedicatoria zu seiner übersetzung spricht er vom „docto y profundo y elegante y nobilisimo marquès Virgilio Malvezzi“. Im Vorwort nennt er Il Romulo ein Buch, das zu bewundern Pflicht ist und mit dem konkurrieren zu wollen, Torheit ist („obligaciòn es admirarle, y locura competirle“).
Gracián stellt in der Agudeza y Arte de Ingenio den sentenzi?sen, lakonischen Stil Malvezzis als beispielhaft heraus: „... el Ròmulo y Tarquinio, del marqués Virgilio Malvezzi, en la profundidad, en la concisión, en la sentencia deja atrás muchos poemas“. An anderer Stelle der Agudeza nennt Gracián den Malvezzischen Romulo ein unsterbli ches Werk („su inmortal Ròmulo“). Er wiederholt hier nur, was auch schon Quevedo im Vorwort zu seiner übersetzung geschrieben hatte: „En una vida escribe dos vidas el Marqués: la de Rómulo, breve; la de su nombre, eterna“ (S. 1542 f.).

## Werke
Er schrieb auf Italienisch und Spanisch und wurde mit einer niederländischen Ausgabe von 1679 früh ins Lateinische, Spanische, Deutsche und Englische übersetzt.
- Discorsi sopra Cornelio Tacito del conte Virgilio Maluezzi. Al serenissimo Ferdinando II. Gran duca di Toscana. Venedig: Gianammi 1565.
- Il Tarquinio superbo. Bologna: Ferroni 1632.
- Dauide perseguitato del marchese Virgilio Maluezzi dedicato alla cattolica maesta’ di Filippo IIII. il grande. Bologna: Monti 1634.
- Il Ritratto del Privato politico christiano. Bologna 1635.
- Sucesos principales de la monarquia de España en el año 1639. Madrid: Imprenta Real 1640.
- Successi principali della Monarchia di Spagna nell’anno 1639. Bologna: Monti 1651.
- Considerationi con occasione d’alc.i luoghi delle vite d’Alcibiade, e di Coriolano le fece il marchese Virgilio Maluezzi. Bologna 1648.
- Introduttione al racconto de’ principali successi accaduti sotto il comando del potentissimo re Filippo quarto. Rom 1651.